# Płonna (Subkarpaten)
Płonna is een plaats in het Poolse district  Sanocki, woiwodschap Subkarpaten. De plaats maakt deel uit van de gemeente Bukowsko en telt 20 inwoners.

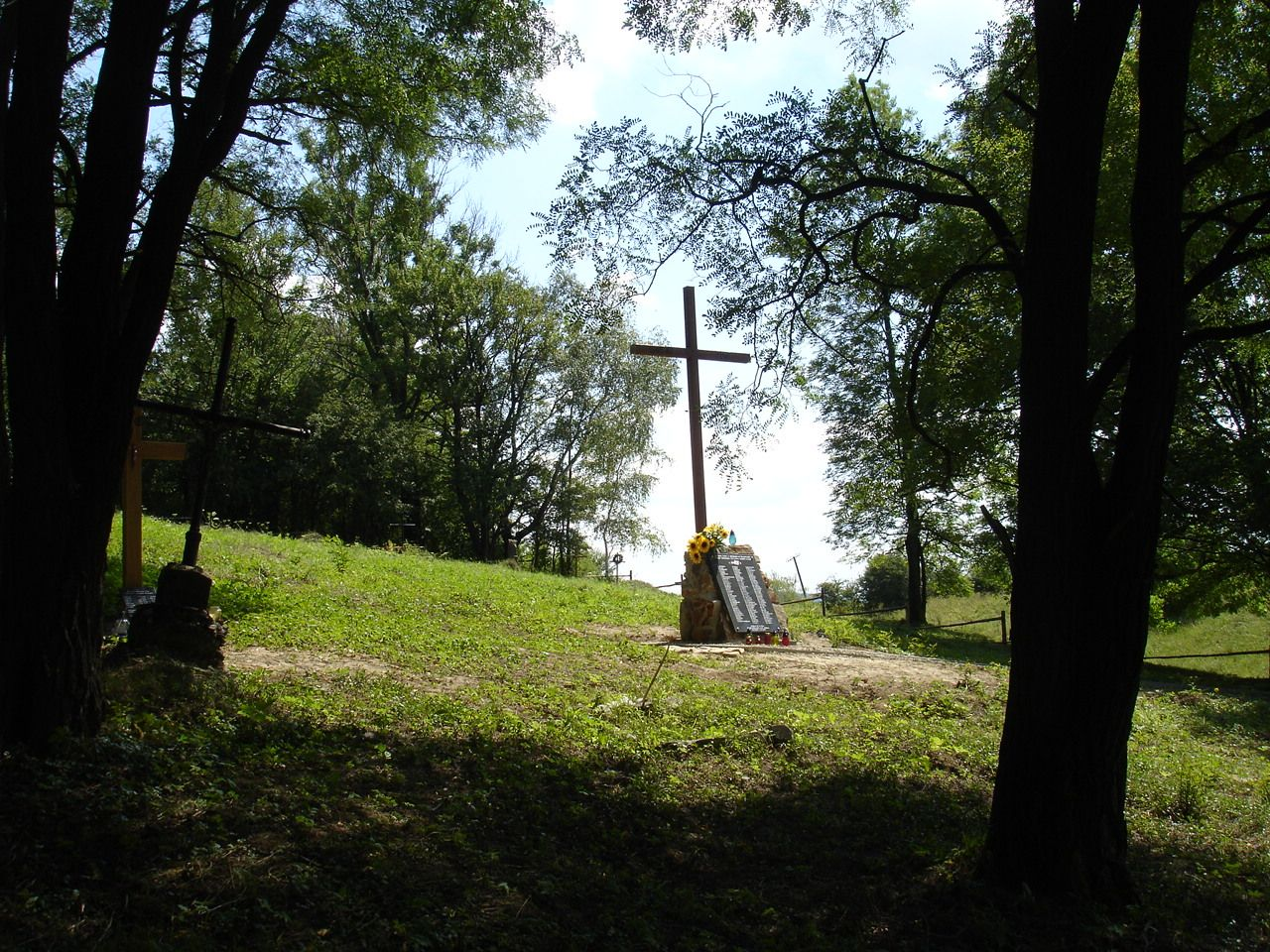